# ميند سكيب (شركة)
ميند سكيب (بالإنجليزية: Mindscape)‏ ، هي شركة ألعاب فيديو أمريكية أسست سنة 1983م، وأشهر إصدارات الألعاب هي ماكس المجنون.

## مصدر
1. ↑  وصلة مرجع: https://www.crunchbase.com/organization/mindscape-e89e. الوصول: 23 فبراير 2022.
2. 1 2  مذكور في: موبي غيمز. مُعرِّف شركة في موبي غيمز (التخطيط القديم): mindscape-sa. العنوان: Mindscape SA. الوصول: 14 أغسطس 2018. لغة العمل أو لغة الاسم: الإنجليزية.
3. ↑  Mindscape International Ltd. - MobyGames نسخة محفوظة 30 مارس 2017 على موقع واي باك مشين.

## وصلات خارجية
- ميند سكيب على موقع ميوزك برينز (الإنجليزية)

- Mindscape official website
- MobyGames page on games by Mindscape